# Georges Mandel

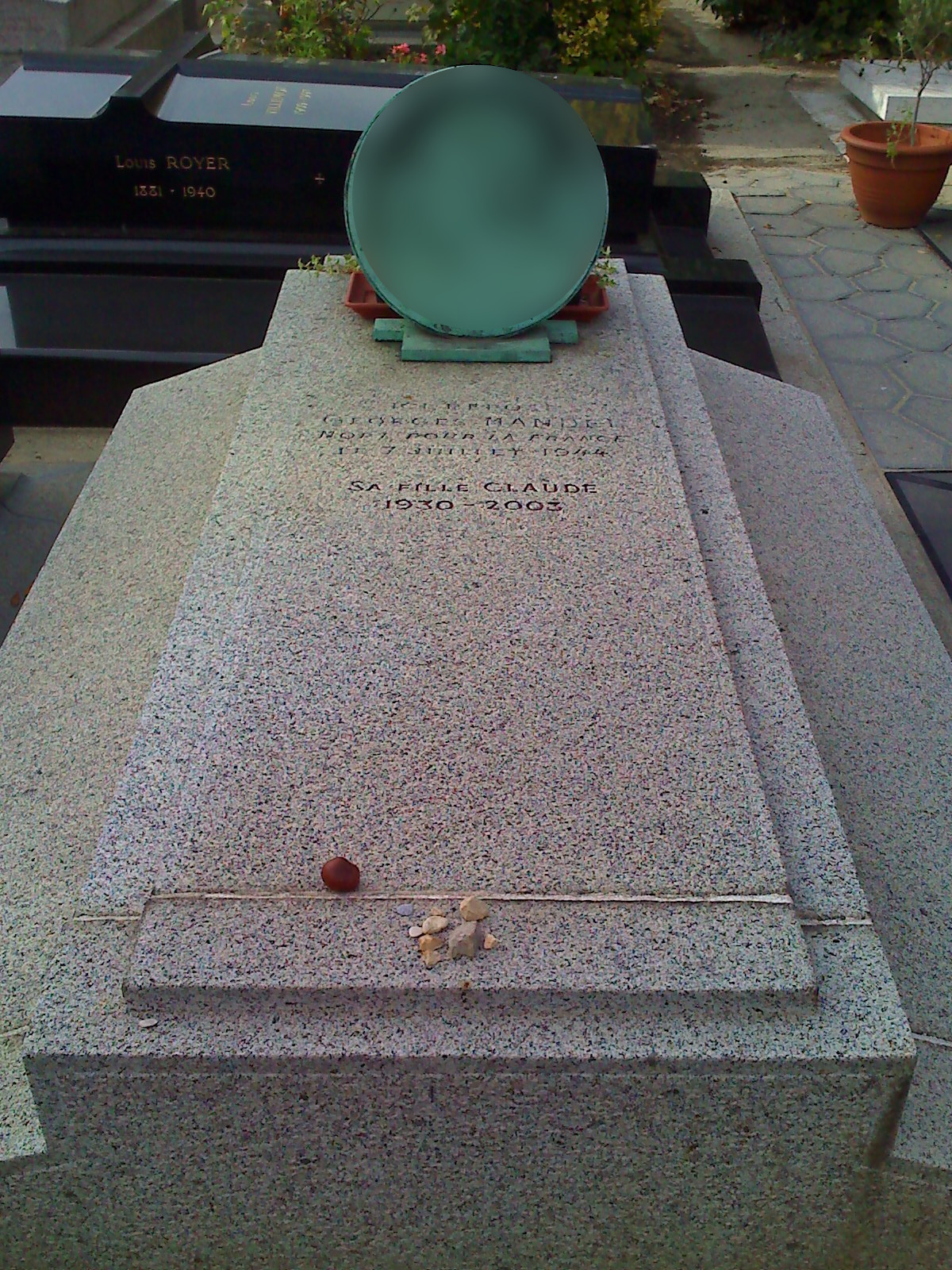
Tomba a Paris

Georges Mandel (Chatou, 5 de juny de 1885 - Fontainebleau, 7 de juliol de 1944) fou un polític francès, periodista i líder de la Resistència francesa.

## Biografia.
Nascut Louis George Rothschild a Chatou, Yvelines, fill d'un sastre, la seva família era jueva, i havia fugit d'Alsàcia per preservar la seva ciutadania francesa quan Alsàcia-Lorena va ser annexat per l'Imperi alemany al final de la guerra francoprussiana.

### Inicis de la seva carrera
Mandel va començar a treballar com a periodista de L'Aurore, on coincidí amb Émile Zola i Georges Clemenceau, i on defensaren públicament Alfred Dreyfus en ocasió de l'affaire que trastornà França. Quan Clemenceau va ser nomenat Ministre de l'Interior, s'emportà en Mandel com a ajudant, i aquest l'ajudà a controlar la premsa i el moviment obrer durant la primera guerra mundial.

### Període d'entre guerres
Va ser elegit membre de la Cambra de Diputats en representació de la Gironda, el 1919, i va perdre el seu escó quan el Cartel des gauches va guanyar àmpliament les eleccions de 1924, però va tornar al poder el 1928. El 1934, Mandel va entrar al Govern com a ministre de Correus (1934-1936), i supervisà la primera transmissió oficial de televisió en francès. Durant el govern d'Albert Sarraut, Mandel va servir com a Ministre de Correus i com a l'Alt Comissionat per a l'Alsàcia i Lorena. Després de la caiguda del govern del Front Popular, tingué la cartera de ministre de Colònies (1938-1940).
Mandel era un conservador econòmic i, potser no de forma inesperada, un opositor del nazisme i el feixisme. A la dècada de 1930, va tenir un paper similar al de Winston Churchill al Regne Unit, posant en relleu els perills plantejats per Adolf Hitler. Es va oposar al pla de partició de Pierre Laval després de la invasió d'Etiòpia per la Itàlia de Benito Mussolini. Mandel també es va convertir en un ferm defensor d'una aliança militar amb la Unió Soviètica, i es va oposar al tractat de Múnic i a la política d'apaivagament.

### La Segona Guerra Mundial i la invasió alemanya
El setembre de 1939, després de l'esclat de la guerra entre Alemanya i Polònia, Mandel va argumentar que l'Exèrcit francès havia de tenir una actitud ofensiva, però sectors de la dreta l'acusaren de bel·licista i, que a més, estava posant la seva ascendència jueva per sobre dels interessos de França.
Mandel fou ministre de l'Interior al govern de Paul Reynaud de 18 de maig a 16 juny de 1940, just abans de l'inici del règim de Vichy dirigit per Philippe Pétain. Mandel es va oposar a l'armistici amb els alemanys, que avançaven ràpidament. El 16 de juny, a Bordeus, el general britànic Edward Spears, l'enllaç militar de Churchill, li oferí un lloc al seu avió, on ja hi volava Charles de Gaulle, per fugir a Anglaterra, però Mandel es va negar, dient: "Teniu por per mi, perquè sóc jueu. Bé, és precisament perquè sóc jueu que demà no me n'aniré, semblaria que tinc por, diran que he fugit". Mandel va tractar de persuadir el President de la República, Albert Lebrun, els presidents de la Cambra i del Senat francès, i a tants membres del Parlament com fos possible, per viatjar a les colònies africanes de França, per tal de continuar la lluita contra els alemanys. En última instància, però, només 25 diputats es va embarcar amb Mandel en el Massillia el 21 de juny.

## Detenció i mort
El 8 d'agost, Mandel va ser detingut al Marroc pel general Charles Nogués, a les ordres de Laval (que s'havia convertit en primer ministre del govern de Vichy), i, enviat a la França metropolitana, va ser empresonat al castell de Chazeron, on Reynaud, Édouard Daladier i el general Maurice Gamelin també hi eren detinguts. Churchill intentà endebades l'alliberament de Mandel, a qui definí com "el primer resistent" (i de qui hom ha suposat que l'hauria preferit a De Gaulle per a dirigir les forces de la França Lliure). Després del judici de Riom, els quatre van ser condemnats a cadena perpètua el 7 de novembre de 1941.
Mandel i Reynaud van ser lliurats a la Gestapo després de l'ocupació del territori de Vichy el novembre de 1942. Mandel va ser deportat primer a Oranienburg i després a Buchenwald. Tornà a París el 4 juliol 1944, suposadament com a ostatge, i va ser posat sota la custòdia de la Milícia de Joseph Darnand. Tres dies més tard va ser conduït fins al bosc de Fontainebleau, on va ser assassinat en represàlia per l'assassinat del ministre de Propaganda de Vichy, Philippe Henriot, per membres del maquis. Un monument a la memòria de Mandel fou alçat posteriorment a prop del seu lloc d'execució, al costat de la carretera que uneix Fontainebleau i Nemours. Malgrat que Pierre Laval al·legà innocència en l'assassinat de Mandel, ell i el feixista Robert Brasillach (que havia sol·licitat un nou judici o l'execució del polític) van ser jutjats i executats el 1945.